# David E. Cooper
David E. Cooper es profesor emérito de Filosofía en la Universidad de Durham, Inglaterra. Ha publicado más de ciento cincuenta artículos de una amplia gama de temas filosóficos, especialmente sobre la historia de la filosofía oriental y occidental, ética medioambiental, filosofía del lenguaje, estética y filosofía europea moderna. Ha sido presidente y catedrático de la Aristotelian Society, Mind Association, Friedrich Nietzsche Society y de la Philosophy of Education Society of Great Britain. Actualmente es profesor visitante en la Universidad de Ruhuna, Sri Lanka. Es autor de varios libros, entre ellos World Philosophies, Meaning, Existentialism: A Reconstruction y A Philosophy of Gardens. También ha editado varias colecciones de textos.

## Libros
- Philosophy and the Nature of Language (1975)
- Illusions of Equality (1980)
- Authenticity and Learning: Nietzsche's Educational Philosophy (1983)
- Metaphor (1986)
- Heidegger (1996)
- World Philosophies (1996)
- Existentialism: A Reconstruction (1999)
- The Measure of Things: Humanism, Humility and Mystery (2002)
- Meaning (2003)
- A Philosophy of Gardens (2006)